# Fur

Vị trí đảo Fur trên bản đồ Đan Mạch

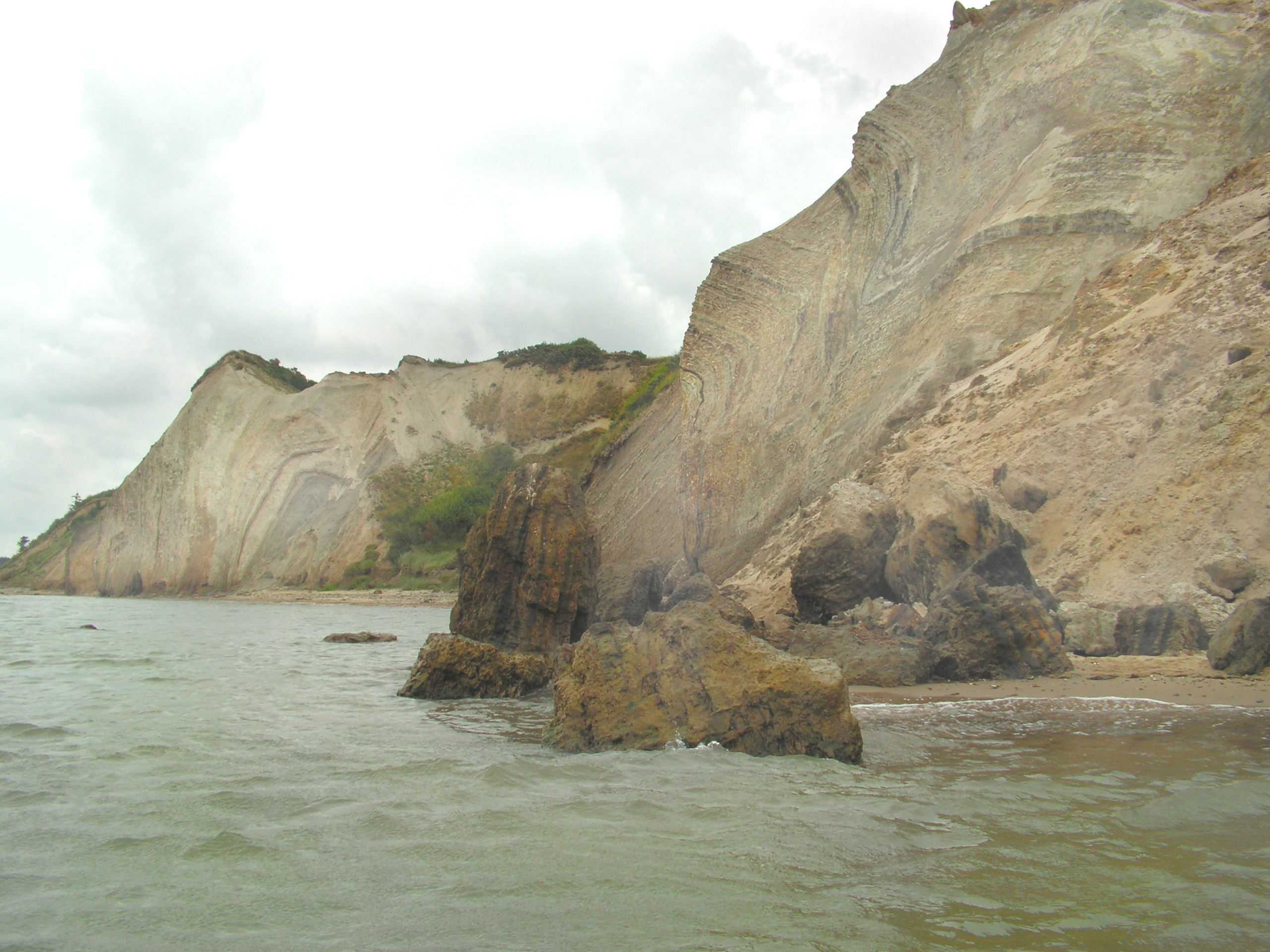
Vách đá diatomite của đảo Fur

Fur là 1 đảo nhỏ của Đan Mạch nằm trong vịnh hẹp khoét sâu vào đất liền Limfjorden (ở phía bắc bán đảo Jutland). Đảo rộng 22 km², có 912 cư dân (năm 2006). Cho tới năm 1860, đảo không có rừng, ngày nay người ta đã trồng rừng ở nhiều nơi trên đảo. Miền nam đảo địa thế thấp và phì nhiêu, miền bắc cao hơn có các đồi phủ đầy cây thạch thảo với các vách đá diatomite (đất nhiều tảo cát), cũng như sa thạch màu đỏ. Diatomite được dùng để sản xuất gạch, ngói. Có rất nhiều vật hóa thạch (fossil) trong diatomite của đảo, nhiều vật từ khoảng 55 triệu năm trước. Về hành chính, Fur thuộc thị xã Skive.
Về giao thông, có tuyến tàu phà từ Branden tới đảo mất chừng 3 tới 4 phút.

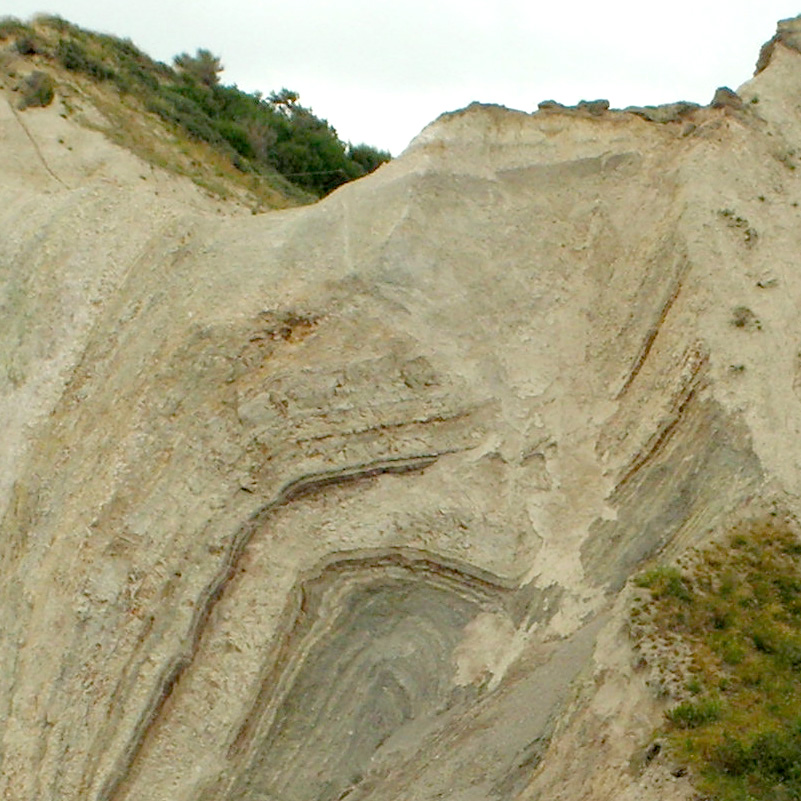
Các tầng địa chất khác nhau.
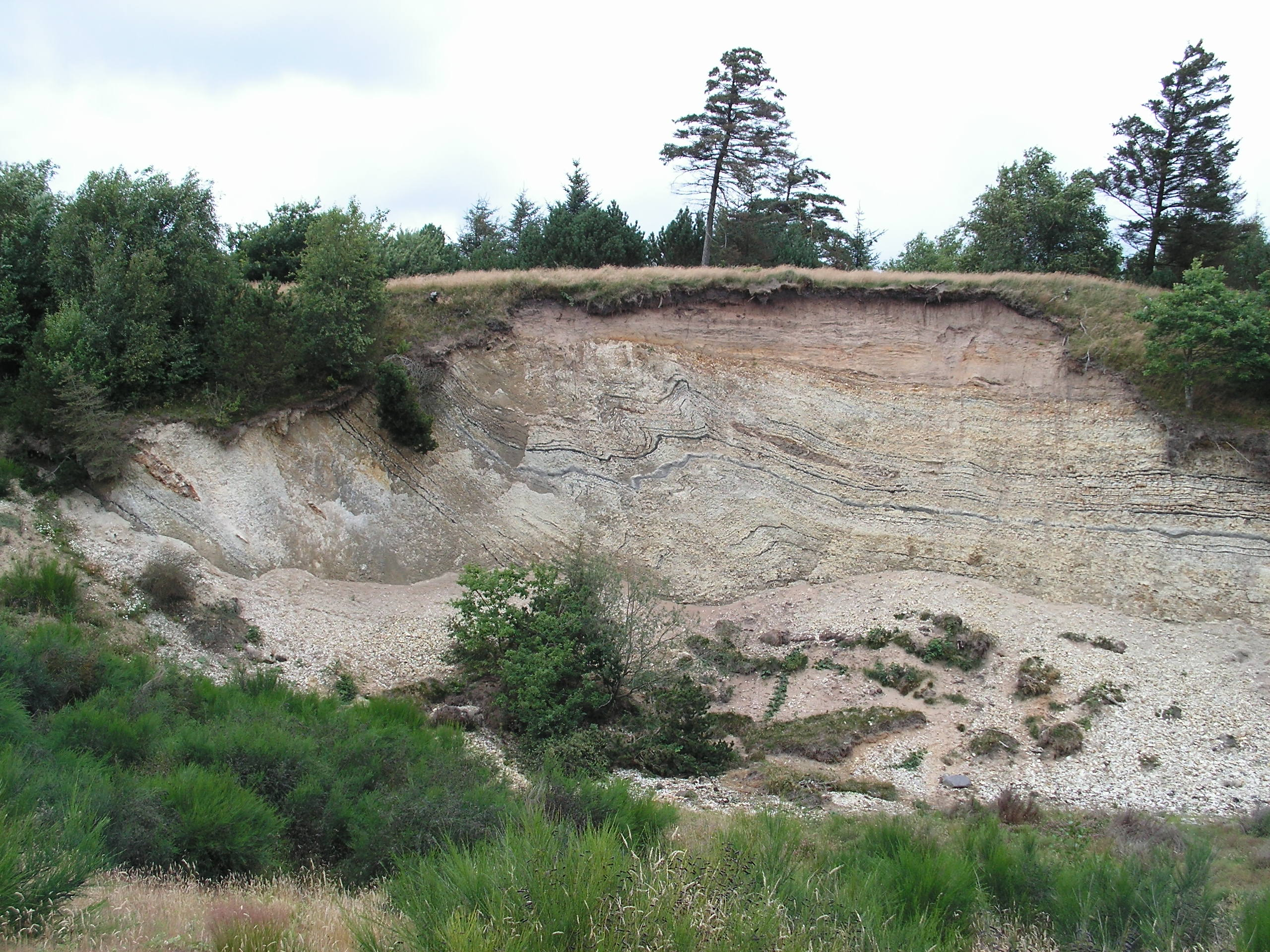
Một nơi trên đảo.
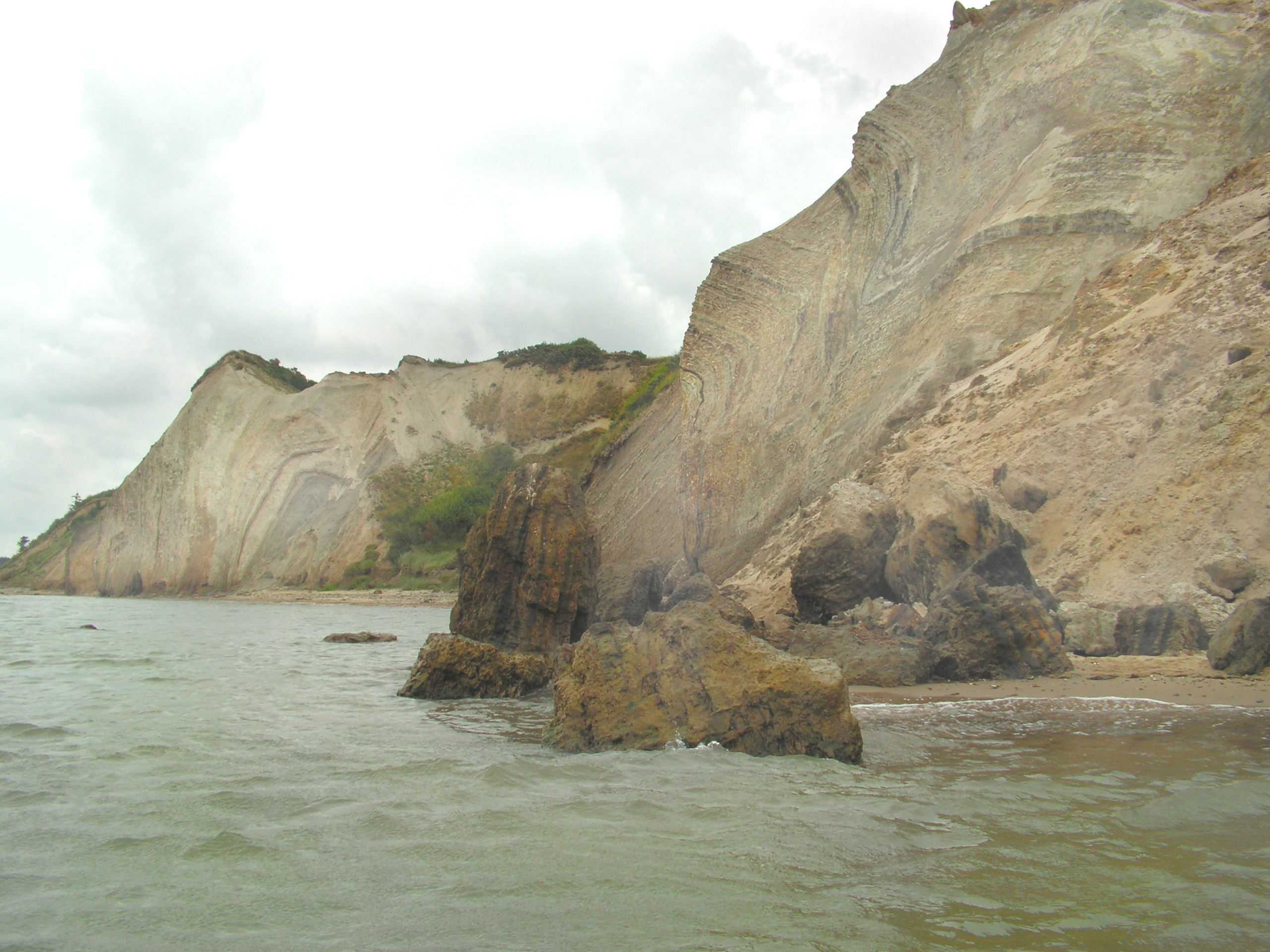
Vách đá của Fur có nhiều vật hóa thạch.